# Leonid Iljitsch Breschnew

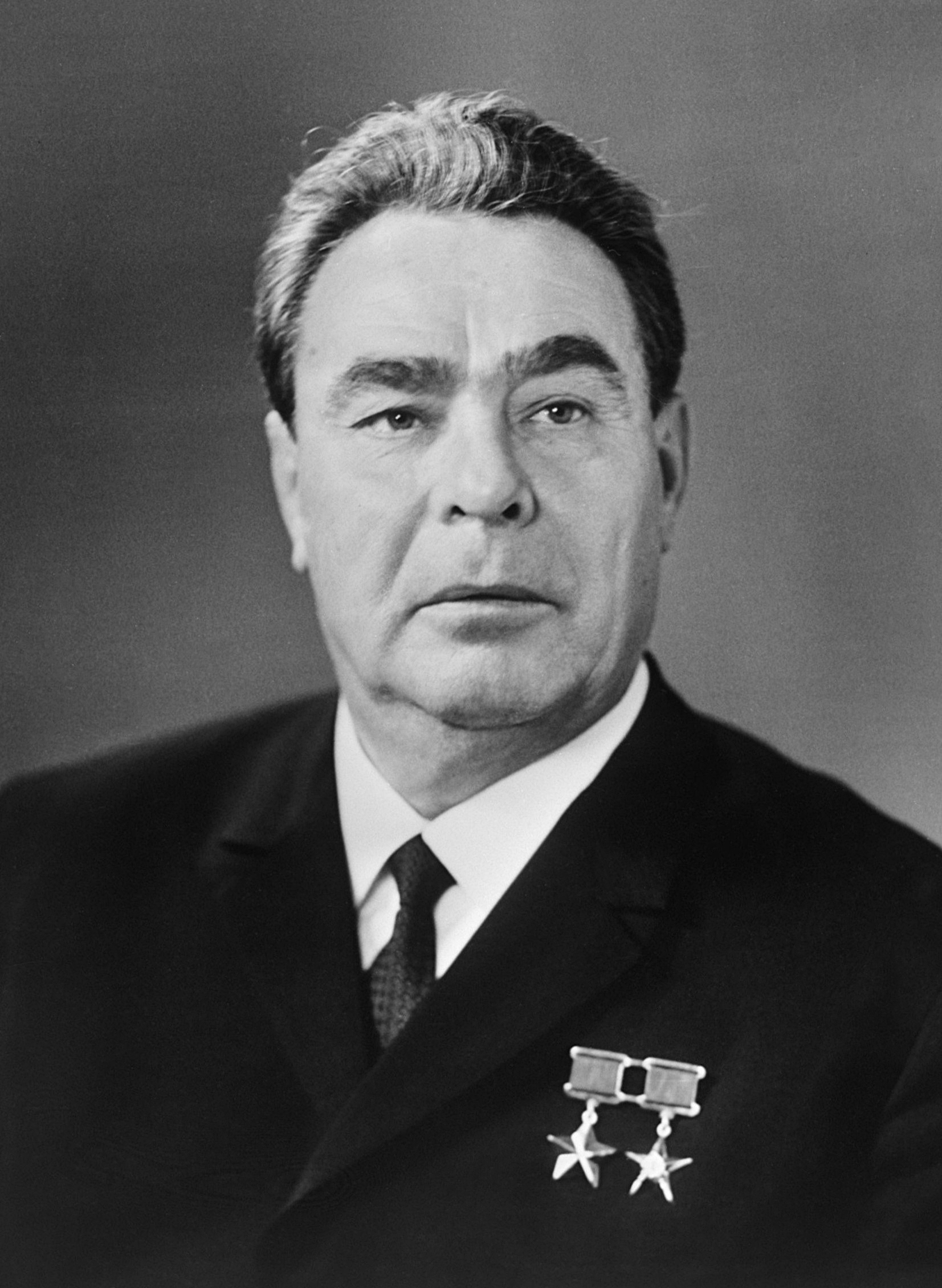
Leonid Iljitsch Breschnew (1972)

Leonid Iljitsch Breschnew (russisch Леонид Ильич Брежнев anhörenⓘ, wiss. Transliteration Leonid Il'ič Brežnev; * 6. Dezemberjul. / 19. Dezember 1906greg. in Kamenskoje, Russisches Kaiserreich; † 10. November 1982 in Moskau) war ein sowjetischer Politiker. Er war von 1966 bis zu seinem Tod Generalsekretär der KPdSU, von 1960 bis 1964 sowie von 1977 bis zu seinem Tod als Vorsitzender des Präsidiums des Obersten Sowjets Staatsoberhaupt und vierfacher „Held der Sowjetunion“. Breschnews 18 Jahre währende Amtszeit als Staats- und Parteichef der Sowjetunion war die zweitlängste nach der Josef Stalins.
1923 trat Breschnew in die Jugendorganisation der Partei ein und wurde sechs Jahre später offizielles Parteimitglied. Im Zweiten Weltkrieg wurde er als Politoffizier unter anderem an der 1. Ukrainischen Front eingesetzt. Seine Amtszeit war vor allem durch Annäherung an den Westen bei zeitgleicher Stärkung der sowjetischen Position in Mittel- und Osteuropa geprägt. Michail Gorbatschow charakterisierte die Breschnew-Jahre später als „Ära der Stagnation“, eine Zeit, die durch das Fehlen politischer Reformen und eine zunehmende Korruption gekennzeichnet gewesen sei. Nach seinem Tod wurde Breschnew von Juri Andropow ersetzt, auf den kurze Zeit später Konstantin Tschernenko folgte.

## Anfangsjahre

### Jugend und Ausbildung
Breschnew war der Sohn eines Metallarbeiters namens Ilja Jakowlewitsch Breschnew (1874–1934) und seiner Frau Natlia Denisowa Mazalova (1886–1975) und wurde am 19. Dezember 1906 in Kamenskoje in der Ukraine, etwa 35 km westlich von Katerinoslaw, geboren. Die Eltern der Mutter kamen aus Jenakijewe. Breschnews Nationalität ist schwer zu beurteilen, da in offiziellen Dokumenten sie teilweise als ukrainisch  und teilweise als russisch angegeben wurde. Breschnew selber schrieb in seinem Buch er sehe sich als Russe. Er begann 1923 ein landwirtschaftliches Studium und im selben Jahr trat er der kommunistischen Jugendorganisation Komsomol bei. Ab 1923 leistete Breschnew seinen Militärdienst in der Roten Armee. Dort wurde er nach einer Ausbildung zum Panzersoldaten Politkommissar.
Von Juni bis Oktober 1926 absolvierte er ein Praktikum am Katasteramt in der weißrussischen Stadt Orscha. Sein Studium schloss er im Mai 1927 ab und trat eine Stelle als Landneuordner im Amtsbezirk Graiworon an, das dem Gouvernementskatasteramt Kursk unterstellt war. Im April 1928 wurde er ans Bezirkskatasteramt Swerdlowsk in den Landkreis Michailowsk im Ural versetzt. Nach einem knappen Jahr wurde er im März 1929 zum Vorsitzenden der Katasterabteilung des Gebietsexekutivkommitees der Stadt Bissert ernannt. Im Februar 1930 wurde er zum Vorsitzenden des Katasteramts von Swerdlowsk befördert. Am 9. Oktober 1929 trat Breschnew im Alter von fast 23 Jahren der KPdSU bei.
Danach studierte er bis 1935 am Metallurgischen Institut im zentral-ukrainischen Kamjanske (russisch Kamenskoje, von 1936 bis 2016 Dniprodserschinsk).

### Erste Parteikarriere
Als Breschnew der KPdSU beitrat, war Josef Stalin ihr unangefochtener Führer und für viele Jungkommunisten ein Idol. Während und nach der Zeit des Großen Terrors von 1936 bis 1938 stiegen Ingenieure, Techniker und Naturwissenschaftler in der Partei vorrangig auf, und Breschnew machte rasch Karriere. Breschnew, als einer von vielen Apparatschiks, sah in den durch den Großen Terror neuentstandenen Lücken in der Hierarchie eine Möglichkeit innerhalb der Partei aufzusteigen.
Somit schaffte Breschnew es im Jahr 1936, Direktor des Dniprodserschynsk Metallurgischem Technikum zu werden, wobei er kurz danach nach Dnipropetrowsk verlegt wurde. Er stieg rasch innerhalb der Parteiränge auf und wurde Vizevorsitzender des Stadtsowjets der Stadt Kamjanske. Als Nikita Chruschtschow 1938 die Macht innerhalb der Ukrainischen Kommunistischen Partei übernahm, wurde Breschnew Leiter der Propaganda-Abteilung und später im Jahr 1939 Parteisekretär der Oblast Dnepropetrowsk. Durch seine Aufsicht über die Rüstungsindustrie der Stadt baute Breschnew ein Netzwerk von Unterstützern auf, welches sich später zum Dnipropetrowsker Klan weiterentwickelte.

### Zweiter Weltkrieg
Nach dem deutschen Überfall auf die Sowjetunion am 22. Juni 1941 wurde Breschnew, wie die meisten Politoffiziere, unverzüglich in die Rote Armee einberufen. Dort bekam er den Auftrag, die Evakuierung der örtlichen Rüstungsindustrie von Dnepropetrowsk in den Osten zu organisieren. Die Stadt fiel am 26. August im Rahmen der Kesselschlacht von Kiew in deutsche Hände. Im Oktober 1941 wurde er zum Brigadekommissar und stellvertretenden Leiter der politischen Verwaltung der Südfront ernannt. Nach der vollständigen Besetzung der Ukraine durch die Deutschen wurde Breschnew im Sommer 1942 an die Front im Kaukasus versetzt. Mit der Abschaffung der Kommissare und der Einführung der Einzelleitung wurde sein Dienstgrad in den eines Obersts überführt.
Im April 1943 wurde er mit der Leitung der politischen Abteilung der 18. Armee beauftragt. Als sich der Krieg zu Gunsten der Sowjetunion wendete, stieß die 18. Armee als Teil der 1. Ukrainischen Front über die Ukraine weiter nach Westen vor. Der oberste Politoffzier der Front war Nikita Chruschtschow, welcher Breschnews Karriere schon vor dem Krieg unterstützte. Breschnew wurde in dieser Zeit zum Protegé Chruschtschows.
Bei der Rückeroberung des Schwarzmeerhafens Noworossijsk im Herbst 1943 zog er sich eine Kopfverletzung zu, als sein Boot auf eine Mine fuhr. Die Verletzung machte sich noch Jahre später bemerkbar, als er zunehmend Schwierigkeiten mit der Aussprache von Wörtern hatte.
Gegen Kriegsende war Breschnew 1. Mitglied des Kriegsrates und Oberster Politischer Kommissar der 4. Ukrainischen Front, als diese am 9. Mai 1945 Prag einnahm.

## Aufstieg

### Aufstieg nach dem Krieg
Im August 1946 wurde Breschnew im Rang eines Generalmajors aus dem Militärdienst entlassen. Kurz zuvor, im Mai, wurde Breschnew Erster KP-Sekretär der Oblast Saporischschja. Sein Stellvertreter, Andrei Kirilenko, würde später zu einem wichtigen Mitglied des Dnipropetrower Klans werden. Nach zahlreichen Wiederaufbauprojekten kehrte Breschnew zurück nach Dnipropetrowsk, wo er als der Erster KP-Sekretär der Oblast Dnipropetrowsk agierte. 1950 wurde Breschnew Erster Sekretär des ZK der KP der Moldauischen Sowjetrepublik (heute Republik Moldau), wo er dafür zuständig war, die kollektivierte Landwirtschaft umzusetzen. Zeitgleich arbeitete Konstanin Tschernenko, ein späteres Mitglied des Klans, als Leiter der Agitprop Abteilung der Moldauischen SSR. Zugleich wurde er stellvertretender Deputierter des Obersten Sowjets, als Legislative formell das höchste Staatsorgan der Sowjetunion.
Im Jahr 1952 traf Breschnew Josef Stalin, welcher ihn ins ZK der KPdSU beförderte als Kandidat ins Präsidium. Zeitgleich wurde Breschnew Mitglied des Sekretariats des ZK der KPdSU. Nach Stalins Tod 1953 wurde er Erster Stellvertretender Leiter der politischen Hauptverwaltung der Armee, ein Posten, welchen er bis 1954 behielt.

### Weiterer Aufstieg
Chruschtschows folgte Stalin als Generalsekretär nach dessen Tod nach. Obwohl Georgi Malenkow, Chrustschows größter Konkurrent, den Posten des Vorsitzenden des Ministerrates der Sowjetunion erhielt, unterstützte Breschnew weiterhin Chruschtschow. Im Februar 1954 wurde er zum zweiten Sekretär der Kommunistischen Partei der Kasachischen SSR, im Mai desselben Jahres wurde er noch Generalsekretär, als Chruschtschow endgültig über Malenkow siegte. Offiziell war Breschnews Aufgabe neuen Boden landwirtschaftlich nutzbar zu machen. In Wahrheit war Breschnew im Raketenprogramm der Sowjetunion und der nuklearen Aufrüstung involviert. Dabei wurde von ihm das Kosmodrom bei Baikonur fertiggestellt.
Die „Neuland Kampagne“, welche Anfangs sehr erfolgreich war, schaffte es auf Grund von steigender Unproduktivität nicht die Sowjetische Lebensmittelkrise zu lösen. Breschnew wurde 1956 zurück nach Moskau berufen. Wäre er in Kasachstan geblieben, hätten die enttäuschenden Auswirkungen der Kampagne seiner politischen Karriere geschadet. Im Februar desselben Jahres wurde Breschnew erneut zum Kandidaten des Politbüros gemacht und die Kontrolle über die Rüstungsindustrie, der Raumfahrtindustrie und der Schwerindustrie wurde ihm übergeben.
1957 versuchten Georgi Malenkow, Wjatscheslaw Molotow, Lasar Kaganowitsch und weitere erfolglos, Nikita Chruschtschow als Ersten Sekretär der Partei abzusetzen. Dabei unterstützte Breschnew Chruschtschow. Als Chrustschow den Führungsstreit gewann, wurde Breschnew am 29. Juni 1957 Vollmitglied im Politbüro (damals Präsidium) und blieb es bis zu seinem Tod am 10. November 1982. Im Mai 1960 wurde er zum Vorsitzenden des Präsidium des Obersten Sowjets, somit war er nominal das Staatsoberhaupt der Sowjetunion, obwohl die eigentliche Macht weiterhin bei Chrustschow blieb.

### Machtübernahme Breschnews
Chruschtschow wurde mit fortschreitendem Alter unberechenbarer und dadurch litt seine Führungskraft. Die steigenden ökonomischen Probleme der Sowjetunion belasteten seine Rolle ebenfalls. Während Breschnew seine Loyalität weiterhin in der Öffentlichkeit zeigte, wurde er Teil einer Verschwörung zur Entfernung von Chruschtschow, wobei er eventuell eine große Rolle spielte. Im selben Jahr wurde der Sekretär des ZK, Frol Koslow, durch Breschnew ersetzt und er wurde somit zum wahrscheinlichen Nachfolger Chruschtschows. Chruschtschow selbst installierte Breschnew als Zweiten Sekretär des ZK, oder stellvertretender Parteichef im Jahr 1964.
Als Chruschtschow im Oktober 1964 von verschiedenen Staatsbesuchen zurückkehrte, machte der noch von der Verschwörung unwissende Chruschtschow Urlaub am schwarzen Meer. Bei seiner Rückkehr gratulierten Mitglieder des Präsidiums ihm für seine Amtsführung. Eine frühe Warnung vor einem Putsch bekam er von Anastas Mikojan, welcher ihm dazu riet, nicht zu selbstgefällig zu werden. Der Chef des KGB, Wladimir Semitschastny, war ein wichtiger Teil der Verschwörung, da er den Ersten Sekretär vor möglichen Verschwörungen warnen sollte.
Der Putsch begann mit einem Anruf des Hauptideologen Michail Suslow am 12. Oktober 1964. Bei diesem Anruf forderte er Chruschtschow auf, nach Moskau zurückzukehren, um die Situation der sowjetischen Landwirtschaft zu besprechen. Als Chruschtschow mitbekam, was geschah, sagte er zu Mikojan: „Wenn ich infrage stehe, dann werde ich keinen Kampf daraus machen.“ Während eine Minderheit unter Mikojan Chruschtschow vom Amt des Ersten Sekretärs entfernen und ihn stattdessen als Vorsitzenden des Ministerrates installieren wollte, wollte die Mehrheit unter Breschnew ihn komplett aus der Politik entfernen.
Breschnew und Nikolai Podgorny gaben Chruschtschow die Schuld an den ökonomischen Problemen der sowjetischen Wirtschaft. Unter dem Einfluss von Breschnews Verbündeten stimmte das Politbüro am 14. Oktober der Amtsenthebung von Chruschtschow zu. Einige Mitglieder des Politbüros wollten zudem eine Strafe für Chruschtschow, ein Vorschlag, den Breschnew als unnötig ansah. Am selben Tag wurde Breschnew zum Ersten Sekretär gewählt, eine Rolle, die viele für Breschnew als „vorübergehend“ ansahen, bis ein neuer Sekretär gewählt werden konnte. Alexei Kossygin wurde zum neuen Regierungschef gewählt, während Mikojan Staatschef blieb. Breschnew und seine Verbündeten unterstützten die von Chruschtschow geführte Entstalinisierung, dachten aber, dass viele andere Reformen zur Instabilität der Sowjetunion führten. Einer der Hauptgründe der Absetzung Chruschtschows war sein regelmäßiges Überstimmen anderer Parteimitglieder, welches, laut den Verschwörern, „im Gegensatz zu der Kollektividee der Partei“ stand.

## 1964–1982: Anführer der Sowjetunion

### Der Weg zum Parteichef
Nach der Entfernung Chruschtschows war Breschnew die de-jure Autorität im Land, musste aber seine Macht mit Kossygin und Podgorny in einem Triumvirat teilen. Aufgrund Chruschtschows Missachtung der kollektiven Führungsebene verbot das Plenum des ZK im Oktober 1964, dass eine Person zeitgleich das Amt des Ersten Sekretärs und des Ministerpräsidenten innehaben durfte.
Während seiner Machtfestigung musste Breschnew erstmal gegen Alexander Schelepin vorgehen, welcher zur Rückkehr von „Gehorsamkeit und Ordnung“ als Teil seiner eigenen Machtkonsolidierung aufrief. Mit der Bedrohung, welche Schelepin für Breschnew darstellte, brachte er die kollektive Führung dazu, Schelepin von jeglichen Machtebenen zu entfernen.
Ende 1965 gelang es Breschnew, Podgorny aus dem Sekretariat zu entfernen, somit wurde Podgorny praktisch die Möglichkeit genommen, ein Netzwerk aufzubauen.
Am 8. April 1966 nahm Breschnew den Titel Generalsekretär des ZK der KPdSU an, eine Bezeichnung, die zuvor Josef Stalin von 1922 bis 1952 geführt hatte.
Im August 1968 ließ Breschnew den Prager Frühling gewaltsam durch eine Invasion von Truppen des Warschauer Pakts beenden und etablierte die sogenannte Breschnew-Doktrin, mit der die begrenzte Souveränität der sowjetischen Satellitenstaaten in Europa festgeschrieben wurde.
Nach der Beseitigung von Podgorny und Schelepin widmete sich Breschnew seinem letzten Rivalen, Kossygin. Kossygins Position wurde durch seine Wirtschaftsreformen, die in vielen Aspekten den Reformen ähnelten, die zum Prager Frühling führten, geschwächt. Die Reformen führten dazu, dass die Hardliner der Partei sich um Breschnew sammelten. Breschnew stärkte seine Position im Jahr 1969 nach einem kurzen Konflikt mit Suslow. Danach wurde der Führungsanspruch von Breschnew nicht mehr in Frage gestellt.
Breschnews Kenntnisse des politischen Systems der Sowjetunion führten zu seiner Effektivität – im Gegensatz zu Chruschtschow war Breschnew nie voreilig mit seinen Entscheidungen und machte nie etwas ohne vorherige Konsultation. 1977 wurde Breschnew als Nachfolger von Podgorny erneut Vorsitzender des Präsidiums des Obersten Sowjets und somit sowjetisches Staatsoberhaupt. Er vereinigte erstmals die Ämter des machtvollen Generalsekretärs des ZK der KPdSU und die des formellen Staatsoberhauptes in einer Person.

### Innenpolitik

#### Kultur

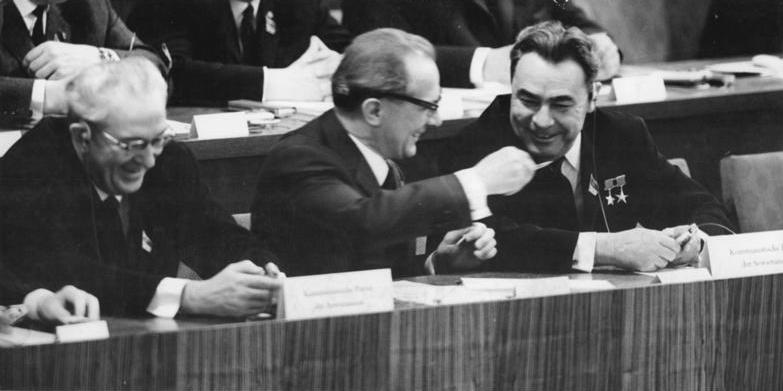
Mit Andropow und Honecker in Berlin, 1967

Breschnew fing mit einem Stopp der Liberalisierungen Chruschtschows an, hierbei wurde auch die kulturelle Freiheit der Völker eingeschränkt. Zur Amtszeit von Chruschtschow unterstützte Breschnew die Rehabilitierung von Stalins Opfern, die Liberalisierung der Kultur und Verurteilung des Stalin-Kults, fing aber zu seiner eigenen Machtsicherung an, eine konservativere Politik zu führen. Mitte der 1970er Jahre waren in der Sowjetunion schätzungsweise 5000 politische und religiöse Häftlinge inhaftiert. Der KGB der Breschnew-Regierung infiltrierte nahezu alle staatskritischen Organisationen und sicherte damit dessen Macht. Durch die Gerichtsprozesse gegen die Schriftsteller Juli Daniel und Andrei Sinjawski im Jahre 1966 ging die Kulturpolitik zurück zu einem repressiven Status. Der KGB, angeführt von Juri Andropow, bekam einen Großteil seiner Macht aus Stalins Zeiten zurück, doch Säuberungen wie in den 1930er und 1940er Jahren wurden nie wiederholt und blieben unbeliebt. In der Innenpolitik leitete Breschnew eine Restalinisierung in Partei und Staat ein, deshalb spricht man auch vom sogenannten Neostalinismus. Breschnews kulturelle Repression wurde vor allem mit der Degradierung und Entfernung von Petro Schelest aus der Politik offenbar. Schelest, ein Kommunist und Unterstützer der Invasion des Warschauer Pakts gegen die Tschechoslowakei, prägte die Entwicklung von Kulturprogrammen innerhalb der ukrainischen SSR und förderte die ukrainische Sprache. Die ukrainische Sechzigerbewegung wurde von Schelest unterstützt, aber der wahre Grund für die Degradierung von Schelest war Breschnews Wunsch nach zentraler Kontrolle, etwas was Schelest durch seinen Wunsch nach wirtschaftlicher Unabhängigkeit unmöglich machen würde. Schelest wurde durch den Neostalinisten Wolodymyr Schtscherbyzkyj ersetzt.

#### Landwirtschaft
Breschnews landwirtschaftliche Politik war in großen Teilen eine Festigung der kollektiven Landwirtschaft mit zentralisiertem Quotensystem. Trotz kleiner Verbesserungen bestanden weiterhin Probleme bei der Futtermittel- und Zuckerherstellung. Breschnew versuchte dies mit staatlichen Investitionen zu beheben, aber eine große Zahl an fehlenden Arbeitern, eine zerstörte ländliche Kultur und überdimensionierte Maschinen für kleine Kollektivkombinate wurden aus ideologischen Gründen nicht reformiert. Breschnew verfolgte die Verschmelzung von Kolchosen, welche schon unter Chruschtschow begann, da er ebenfalls der Meinung war, größere Kolchosen würden mehr Ertrag bringen. Breschnew betonte die Notwendigkeit der staatlichen Investitionen in die Landwirtschaft, allein im Jahr 1981 waren dies Investitionen in Höhe von 33 Milliarden US-Dollar. Trotzdem führte Breschnew 1977 eine Reform ein, welche das legale Privateigentum an Land auf ½ Hektar erhöhten. Diese privaten Bauernhöfe machten zwar nur 4 % der gesamten Höfe der UdSSR aus, erwirtschafteten aber 30 % des jährlichen Ertrags. Dies führte zwar zu einer Vereinfachung in der Landwirtschaft, beseitigte das grundlegende Problem des Arbeitskräftemangels jedoch nicht.

#### Wirtschaft
Zu Beginn von Breschnews Amtszeit wuchs die Wirtschaft der Sowjetunion stetig. Zwischen 1960 und 1970 wuchs die landwirtschaftliche Leistung um 3 %, die Leistung von Fabriken und Minen wuchs hingegen um 138 %. Chruschtschows Politik der Dezentralisierung wurde von Breschnew aufgegeben. Während des 9. Fünf-Jahres Plan wurden erstmals mehr Konsumgüter als Industriegüter hergestellt. Trotz des weiterhin bestehenden Fokus auf Industriegüter sahen viele Parteifunktionäre den Überschuss an Konsumgütern als schlechtes Omen für die Wirtschaft der UdSSR. Ab 1975 wuchs die Konsumgüterindustrie mit 9 % langsamer als die Industrie der Investitionsgüter. Trotz Breschnews Engagement zur Erweiterung der Konsumgüterbranche wurde der Plan weiter durchgesetzt. Breschnews Idee, mehr Wohlstand für das Volk der UdSSR zu schaffen, ging nicht auf.
Anfang der 1970er Jahre war die Sowjetunion das zweitgrößte Industrieland der Welt. Sie produzierte die größte Menge an Stahl, Öl, Roheisen, Zement und Traktoren. Bis 1973 wuchs die sowjetische Wirtschaft minimal mehr pro Jahr als die amerikanische, ebenfalls konstant mit der Wachstumsrate der westeuropäischen Volkswirtschaften. Jedoch endete dieser Trend um 1973, da die Lücke im Computersektor zwischen dem Westen und der UdSSR zu groß wurde. Um 1973 war die Ära der Stagnation zu erkennen.

##### Stagnation
Die Ära der Stagnation ist ein Begriff, welcher von Michail Gorbatschow geprägt wurde. Der Begriff beschreibt nicht nur den wirtschaftlichen Abschwung, sondern auch das Wettrüsten, die Unwilligkeit für Reformen, den wachsenden Autoritarismus, den Afghanistankrieg, die Korruption, die überalterte Bürokratie, fehlende Wirtschaftsreformen, aber auch die fehlende Partizipation am Welthandel. Obwohl Breschnew durch Kossygin Ende der 1960er Jahre versuchte, die Wirtschaft zu reformieren, führte dies zu keinen positiven Resultaten. Die geplante Wirtschaftsreform von 1965 wurde vom Zentralkomitee dann blockiert. Laut der CIA wurde der BIP-Höhepunkt der Sowjetunion in den 1970er erreicht, als es ungefähr 57 % des damaligen BIP der USA erreichte. Um 1975 begann das Wirtschaftswachstum zu sinken, vor allem durch Priorisierung der Schwer- und Rüstungsindustrie. Außerdem versagte die sowjetische Landwirtschaft bei der Aufgabe, eine wachsende Bevölkerung zu ernähren, geschweige denn bei der Erhöhung des Lebensstandards. Aus diesen Gründen schrumpfte die BIP-Wachstumsrate auf 2 % bis 1 %, das BIP selbst erreichte wieder das Niveau der 1950er und 1960er Jahre. Die Stagnation führte teilweise zu einem Unterschied der Wachstumsraten zwischen USA und UdSSR, welcher 1 % erreichte.
Durch die wachsende Lücke im technologischen Bereich zwischen Ost und West wurde die Stagnation der UdSSR ebenfalls angetrieben. Durch das zentralisierte Planungssystem konnte die Sowjetunion keine Innovationen zur Deckung der Nachfrage durchführen. Vor allem war dies im Bereich Computertechnik sichtbar. Auf Grund von fehlender Standardisierung ordnete Breschnew den Stopp von jeglicher unabhängiger Computerforschung an und befahl, dass sich alle zukünftigen Modelle am IBM/360 orientieren mussten. Als die Lücke zum Westen immer größer wurde, fing die UdSSR an, Raubkopien der westlichen Entwürfe herzustellen. Der 11. Fünf-Jahres Plan stellte sich ebenfalls als Enttäuschung heraus. Das Wachstum sank von 5 % auf 4 %, obwohl das ursprüngliche Ziel 6,1 % war. Breschnew konnte durch Handel mit Europa und den arabischen Staaten eine Krise verhindern. Ein Effekt der Stagnation war, dass sich die Staaten des Ostblocks wirtschaftlich deutlich weiter als die Sowjetunion entwickelten.

#### Leben
Während Breschnews 18-Jähriger Amtszeit wuchsen die durchschnittlichen Gehälter um ungefähr 50 %. Die größte Auswirkung auf die Erhöhung des Lebensstandards kann auf die Kossygin-Reform zurückgeführt werden.
Obwohl die Sowjetische Wirtschaft Anfang der 1970er Jahre in die Stagnation rückte, stieg der Lebensstandard weiterhin. Dies lag daran, dass die Führungsebene im Gegensatz zur Wirtschaft, sich auf die Erhöhung des Lebensstandards durch die Erhöhung von Sozialleistungen konzentrierte. Dies führte zu einem minimalen Anstieg der Zustimmung zur Regierung. Der Lebensstandard der RSFSR fiel hinter dem der Georgischen SSR sowie der Estnischen SSR zurück, wodurch es unter Russen zu einem Gerücht führte, dass die Breschnew Regierung der russischen Bevölkerung schade. Durch die „Umsiedlung“ von Arbeitern innerhalb der Sowjetunion je nach Bedarf in den betroffenen Regionen wurde es zum Teil der Arbeitskultur, weggeschickt zu werden.
Während einige Abteilungen besser wurden, verschlechterte sich der größte Teil der Dienstleistungsberufe und die Lebensqualität der Bürger litt daran. Durch ein verfallendes Gesundheitssystem erhöhten sich auch Krankheitsausfälle. Im Vergleich zu anderen entwickelten Staaten blieben die Wohnungsverhältnisse weiterhin klein. Der durchschnittliche Bürger der UdSSR lebte auf durchschnittlich 13,4 Quadratmeter. Tausende Moskauer wurden obdachlos und die Ernährung hörte Ende der 1970er auf, sich zu verbessern, somit kehrte die Rationierung von Grundnahrungsmitteln in Swerdlowsk zurück. Arbeiter wurden weiterhin für harte Arbeit belohnt, staatliche Gewerkschaften versorgten Arbeiter und ihre Familien mit Urlaub auf der Krim und Georgien.
Während ein Arbeiter der Stalinzeit durch harte Arbeit und Gehorsamkeit gegenüber der Partei einen Aufstieg in Führungspositionen erwarten konnte, war dies zu Breschnews Amtszeit nicht mehr der Fall.

### Außenpolitik
Hauptartikel: Prager Frühling

#### Reaktion auf Prager Frühling
Breschnews Reaktion auf die geplante Liberalisierung durch die Führung der Tschechoslowakei zeigte sich als erste Krise seines Regimes. Er verurteilte die Führung des Landes als „revisionistisch“ und „anti-sowjetisch“. Trotz diesen harten Tönen zeigen Archivdokumente, dass Breschnew ursprünglich einen sanfteren Umgang suchte. Er war nicht die lauteste Stimme für eine militärische Intervention, doch stimmte er am Ende doch für diese, um eine Krise innerhalb des Ostblocks zu verhindern.

#### Vietnamkrieg
Lyndon B. Johnson gab Breschnew eine potentielle Garantie zur Beendigung des Konfliktes von Südvietnamesischer Seite aus, vorausgesetzt, Breschnew liefert ihm eine ähnliche Garantie bezüglich Nordvietnam. Breschnew hatte Interesse an diesem Vorschlag, bis die nordvietnamesische Seite bekanntgab, sie wären nicht an diplomatischen Lösungen für den Krieg interessiert. Die Johnson-Regierung erhöhte die Präsenz der US-Streitkräfte in Vietnam als Antwort auf die Ablehnung des Angebots, lud die UdSSR aber weiterhin zu einem Abkommen bezüglich Abrüstung ein. Die sowjetische Seite antwortete anfangs nicht, auf Grund von Breschnews und Kossygins internem Machtkampf und später wegen der Ausbreitung des Krieges in Vietnam.
Nikita Chruschtschow unterstützte die Nordvietnamesischen Kommunisten mit Waffen, bis der Krieg weiter eskalierte. Anschließend schlug er vor, sie sollten in der UNO verhandeln. Breschnew führte die Unterstützung wieder fort. Im Februar 1965 besuchte Kossygin mit Generälen der Luftstreitkräfte und mit Wirtschaftsexperten Hanoi. Die UdSSR unter Breschnew soll jährlich Waffen im Wert von 450 Million US-Dollar an Nordvietnam geschickt haben.
Anfang 1967 unterstützte die Breschnew-Regierung den Vorschlag der US-Regierung, wobei Bombenangriffe auf Nordvietnam aufhören sollten mit der Bedingung, dass Nordvietnamesische Saboteure nicht mehr die Grenze nach Südvietnam überqueren. Die kurz zuvor pausierten Bombenangriffe wurden nach fehlender Antwort der nordvietnamesischen Seite fortgeführt, und somit wurde Breschnews Hoffnung auf eine diplomatische Beendigung dieses Krieges begraben. 1968 lud Johnson Kossygin ein, um im Rahmen der Glassboro-Konferenz Probleme der beiden Nationen zu besprechen. Die Kombination von jahrelanger Sowjetischer Unterstützung und dem langsamen amerikanischen Rückzug aus Vietnam führten zum Sieg der nordvietnamesischen Kräfte im Vietnamkrieg.

#### China
Die Beziehung zwischen der Sowjetunion und der Volksrepublik China verschlechterten sich rasant nach Chruschtschows Annäherung zu weniger totalitären europäischen Regimen wie Jugoslawien oder dem Westen. Als Breschnew seine Macht sicherte, eskalierte in China eine politische Krise durch Mao Zedongs Kulturrevolution. Obwohl Breschnew sich als Pragmatiker sah und somit Maos extreme Schritte zur Vollendung der Revolution nicht nachvollziehen konnte, hatte er selber Probleme bei seinem Umgang mit der Tschechoslowakei. Dortige rasante Reformen führten zur Invasion von Truppen des Warschauer Paktes aufgrund Breschnews Entscheidung. Die Sowjetische Führungsebene verkündete die sogenannte Breschnew-Doktrin, hierbei würde jegliche Bedrohung für das sozialistische Regime innerhalb der Sowjetunion oder anderer Ostblock Staaten als Bedrohung für alle zählen und eine Invasion legitimieren. Mit sozialistischen Regimen, waren aber nur Kommunistische Regierungsparteien gemeint, welche loyal gegenüber der sowjetischen Führung waren.
Die Breschnew-Doktrin führte zur Verschlechterung der Beziehungen nicht nur zu China, sondern zu allen Ostblockstaaten. Durch die Doktrin erreichte die  Beziehung einen Tiefpunkt mit dem Zwischenfall am Ussuri. Trotz den historisch schlechten Beziehungen war Kossygin davon überzeugt, dass diese wieder verbessert werden könnten. Wegen der Verschlechterung aller diplomatischen Beziehungen zwischen den beiden Staaten besuchte Kossygin 1969 Peking. Anfang der 1980er Jahre war beiden Seiten klar, dass Versöhnung notwendig wäre. Die chinesischen Bedingungen für diese waren eine Verkleinerung der sowjetischen Militärpräsenz an der Grenze der beiden Staaten, der Rückzug aus Afghanistan, der Rückzug der sowjetischen Truppen aus der Mongolei und das Ende der sowjetischen Unterstützung der vietnamesischen Invasion von Kambodscha. Breschnew rief zwar in einer Rede in Taschkent zu einer Normalisierung der Beziehungen auf, doch die volle Versöhnung wurde viele Jahre später erst unter Michail Gorbatschow erreicht.

#### USA

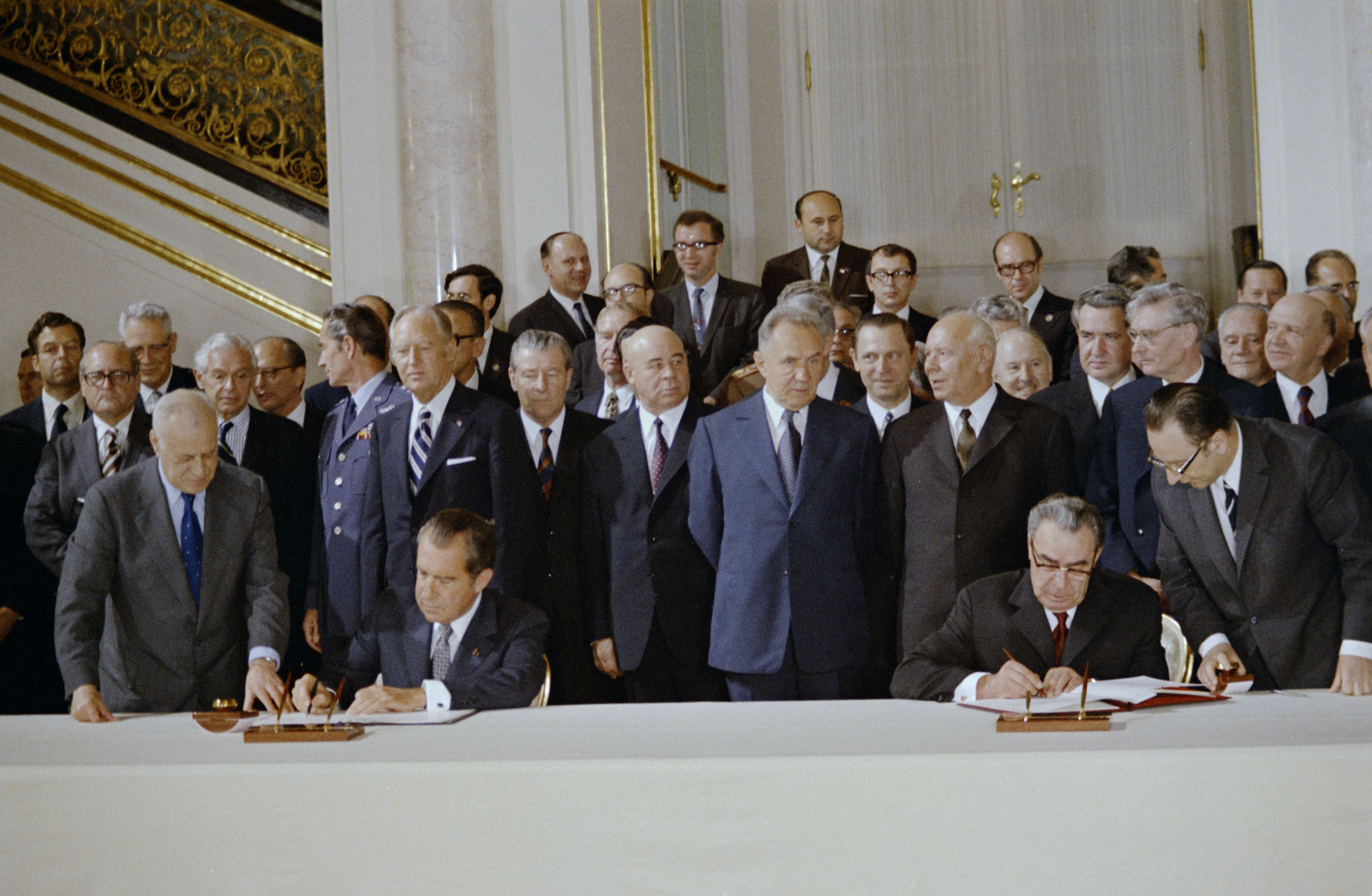
Breschnew und Richard Nixon unterzeichnen ABM-Vertrag und SALT

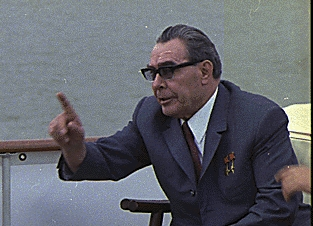
Leonid Iljitsch Breschnew bei einem Besuch in den Vereinigten Staaten, 1973

Breschnew führte während seiner Amtszeit die Entspannungspolitik fort. Während Chruschtschow schon mit der Annäherung an den Westen anfing, unterschied sich Breschnews Politik um zwei Punkte. Zum Ersten waren die Pläne und Regelungen Breschnews deutlich umfassender und weitreichender in ihren Zielen. Unter seiner Führung kam es daher zu Verhandlungen und zur Unterzeichnung von Verträgen über den Ost-West Handel, der internationalen Sicherheit und der Menschenrechte. Das zweite verfolgte Ziel war die ungefähre Parität der militärischen Stärke der USA und der UdSSR. Breschnews Verteidigungsausgaben wurden zwischen 1965 und 1970 um 40 % erhöht und jährliche Erhöhungen bestanden weiter. Als Breschnew 1982 starb, wurden 12 % des BIP für die Verteidigung ausgegeben. Die Sowjetunion während Breschnews Amtszeit verachtfachte das Militärbudget, somit wurde das sowjetische nukleare Arsenal das größte der Welt, außerdem hatte die Sowjetunion damit auch die größte Anzahl an Panzern, Flugzeugen und anderen konventionellen Mitteln der Kriegsführung. Mehrere Beobachter, darunter auch aus dem Westen, gingen durch diese Faktoren davon aus, dass die Sowjetunion Mitte der 1970er Jahre die USA als größte Militärmacht der Welt ablöste.
Auf dem Moskauer Gipfel von 1972 unterschrieben Breschnew und Nixon die SALT-I Vereinbarung. Die Vereinbarung schränkte zuerst die Produktion von nuklearen Sprengköpfen beider Seiten ein, außerdem war die Anti-Ballistic Missile Treaty mit in der Vereinbarung, mit dieser wurde die Entwicklung von Abfangsystemen verboten, um beide Seiten davon abzuhalten den anderen anzugreifen ohne selber getroffen zu werden.

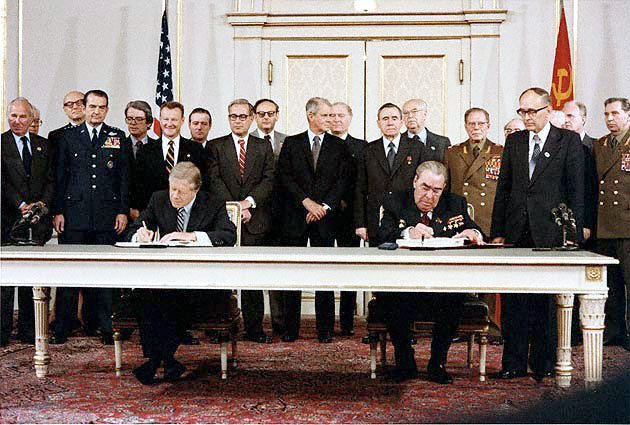
Breschnew und US-Präsident Carter bei der Unterzeichnung des SALT-II-Vertrags 1979

Mit Jimmy Carters Präsidentschaft wurde die Außenpolitik der USA aggressiver gegen die Sowjetunion und allgemein gegen kommunistische Staaten. Trotzdem wurde versucht, totalitäre anti-kommunistische Staaten nicht mehr finanziell zu unterstützen. Carter wollte ursprünglich Verteidigungsausgaben vermeiden bzw. senken, erhöhte jedoch Ende seiner Präsidentschaft das Militärbudget trotzdem.
Als Breschnew den Einmarsch in Afghanistan bewilligte, verurteilte die Carter-Administration dies als „größte Gefahr für den Frieden seit 1945“: Auf Grund der Invasion stoppte die USA Getreideexporte in die UdSSR, kippte die Ratifizierung der SALT-II Vereinbarungen im Senat und boykottierte die Olympischen Sommerspiele 1980, eine Protestaktion, der sich die Bundesrepublik
Deutschland anschloss. Die Sowjetunion boykottierte die darauffolgenden Sommerspiele in Los Angeles 1984.
Mit Breschnew an der Spitze erreichte die Sowjetunion den Gipfel ihrer politischen Macht im Verhältnis zu den USA. Durch die SALT-I Verträge erreichte die Sowjetunion erstmals Gleichheit im Nukleararsenal. Mit der Teilnahme am KSZE-Prozess, der seinen Abschluss 1975 in der Schlussakte von Helsinki fand, hat Breschnew außer Förderung der Entspannungspolitik auch die Herrschaft der Sowjetunion über Osteuropa vertraglich geregelt.

#### Bundesrepublik Deutschland
Durch die neue Ostpolitik von Bundeskanzler Willy Brandt und die Unterzeichung des Moskauer Vertrages wurde die Oder-Neiße-Grenze erstmalig von der Bundesrepublik akzeptiert und territoriale Ansprüche auf ehemalige deutsche Gebiete in Polen „erstmalig aufgegeben“. Der Vertrag galt als Baustein der Entspannung zwischen der Bundesrepublik und der DDR, aber auch der UdSSR generell. In einem Brief, welchen Willy Brandt an Breschnew am 7. Januar 1976 schrieb, betonte Brandt die Wichtigkeit der Entspannungspolitik für beide Staaten.
Brandt besuchte Breschnew ebenfalls 1971, ein weiterer Schritt für die Annäherung der beiden Staaten. Brandt bekam zuhause scharfe Kritik für seine Ostpolitik, schaffte aber eine Ära von Normalität zwischen dem Ostblock und Westdeutschland. Breschnew selber besuchte die Bundesrepublik 1973, 1978 und 1981, jeweils im Mai, in Bonn. Die letzten beiden Male traf er den Nachfolger von Brandt, Bundeskanzler Helmut Schmidt. 1978 sprach Breschnew mit Schmidt im privaten Umfeld über die nukleare Abrüstung. 1981 wurde das Thema Abrüstung wieder vom Generalsekretär aufgenommen, auf Grund des NATO-Doppelbeschlusses. Hierbei drängte der Bundeskanzler Breschnew dazu, mit dem US-Präsidenten Ronald Reagan ins Gespräch zu kommen.

#### Deutsche Demokratische Republik

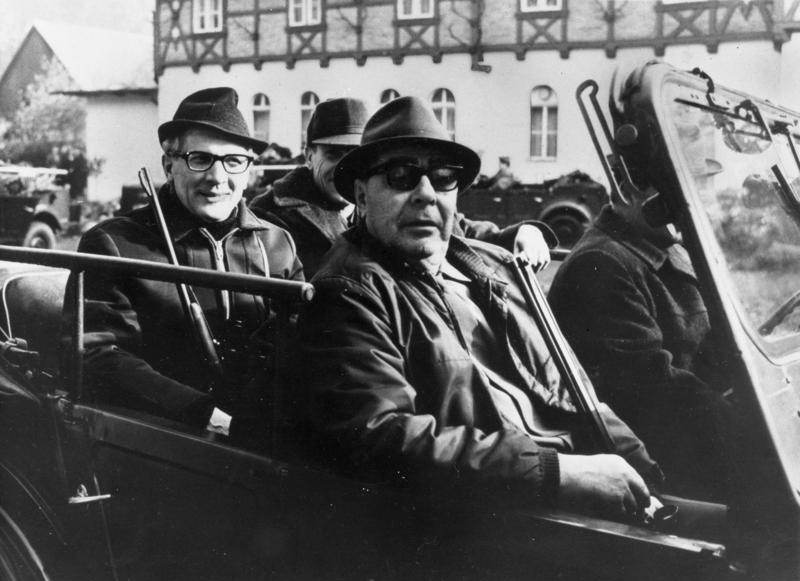
Breschnew und Honecker während eines Jagdausflugs, 1971

Walter Ulbricht wollte eine unabhängigere Form des Kommunismus einführen, als die Sowjetische. Mit seinen ökonomischen Reformen und dezentralisierten Ansätzen distanzierte er sich mehr und mehr von der sowjetischen Leitung und spätestens 1967 verlor er die Unterstützung Breschnews. Er wollte, dass andere sozialistische Staaten die DDR als Vorbild sahen, wofür er innerhalb der Sowjetunion stark kritisiert wurde. Als Ulbricht versuchte, seine Nachfolge zu sichern und damit Erich Honecker zu suspendieren, suchte sich Honecker bei Breschnew Hilfe und seine Suspendierung wurde ohne Zustimmung Ulbrichts rückgängig gemacht.
Nach einem Gespräch zwischen Breschnew und Honecker am 28. Juli 1970 wurde vereinbart, dass Ulbricht zurücktreten würde und die Schuld für die Misserfolge der DDR trage. Am 11. Januar 1971 schrieben dann 13 von den 20 Mitgliedern des Politbüros, darunter auch Honecker, einen geheimen Brief an Breschnew, wobei erklärt wurde, dass Ulbricht nicht mehr in der Lage sei, die DDR zu führen und sollte, wie von Honecker vorgeschlagen, entmachtet werden. Ulbricht, welcher weiterhin nicht zurücktreten wollte, wurde mit Zustimmung Breschnews von Honecker entmachtet.
Breschnew führte immer gute Beziehungen mit Honecker; ein Grund, weshalb Honecker relativ problemlos Ulbricht entmachten konnte.

#### Afghanistan
Hauptartikel: Krieg in Afghanistan

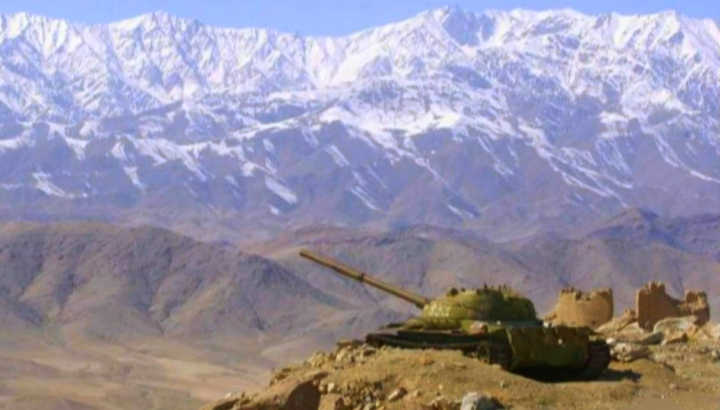
Sowjetischer Panzer in Afghanistan

Als der KGB Breschnew und dem Politbüro berichtete, dass Afghanistan innerhalb weniger Wochen eingenommen werden könnte, autorisierte der kränkelnde Breschnew eine vollständige Intervention in Afghanistan. Weitere Gründe waren die repressiven und autoritären Maßnahmen der neuen afghanischen kommunistischen Regierung, welche zum Afghanischen Bürgerkrieg führten. Solche Aktionen würden dem sowjetischen Einfluss auf Zentralasien schaden. Man denkt, dass Breschnews Unterstützung für die vollständige Invasion durch Verschleierungen der Fakten erzielt wurde, da Breschnew ursprünglich gegen militärische Aktionen war und stattdessen nur Berater und Unterstützung befürwortet hatte. Der damalige Botschafter der UdSSR in den USA, Anatoli Dobrynin, war sich sicher, dass die eigentliche Idee hinter der Invasion von Mikhail Suslow kam.

#### Die Breschnew-Doktrin
Hauptartikel: Breschnew-Doktrin
Als Reaktion auf den Prager Frühling entwarf die oberste Führungsebene die Breschnew-Doktrin, eine Vorgehensweise der Sowjetunion, bei welcher ein Angriff auf ein Sozialistisches Land als Angriff auf alle angesehen wurde. Um dies zu verhindern, war die UdSSR berechtigt, sich in die Innenpolitik von Ostblockstaaten einzumischen. Dies war zwar schon gang und gebe, wie Chruschtschow im Volksaufstand der DDR 1953 oder Ungarn 1956 zeigte, wurde aber nochmal in einer Rede von Breschnew bestätigt und offiziell als Politik ausgelegt. Als 1980 die Solidarność-Bewegung in Polen eine politische Krise auslöste, hat Erich Honecker Breschnew in einem Brief dazu aufgefordert eine Invasion des Warschauer Paktes in Polen zu starten, um die Unruhen zu stoppen. Laut CIA-Quellen waren sowjetische Truppen mitten in der Mobilisierung an der polnischen Grenze. Breschnew und der restliche Ostblock waren sich weiterhin unsicher, wie mit den Demonstrationen und Unruhen in Polen umzugehen ist. Die Solidarność Bewegung wuchs von 3 Millionen im Oktober auf 9 Millionen im Dezember 1980, mit 89 % Unterstützung aus der Bevölkerung. Das Ende der Breschnew-Doktrin kam dann am 10. Dezember 1981, als Breschnew in einem Treffen von Ostblock-Delegierten im Kreml den Beschluss fasste, es wäre sinnvoller, sich nicht in die innenpolitischen Krisen von Polen einzumischen, die militärische Intervention wäre nur eine Option wenn die polnische Regierung selber danach fragen würde. Der Vorsitzende der polnischen Arbeiterpartei, Wojciech Jaruzelski, verkündete kurz nach diesem Treffen am 13. Dezember 1981 das Kriegsrecht in Polen.

### Personenkult
Vor allem in seinen letzten Jahren wuchs ein Personenkult um Breschnew. Sein Hang zu Militärorden war im ganzen Land bekannt, also bekam Breschnew zu seinem 60. Geburtstag 1966 den Orden Held der Sowjetunion. Diesen Orden, den Leninorden und den goldenen Stern bekam Breschnew noch drei weitere Male zu seinen Geburtstagen. Am 5. Mai 1976 wurde Breschnew zu seinem 70. Geburtstag zum Marschall der Sowjetunion ernannt. Bei einem Veteranentreffen kam Breschnew mit der Parole „Achtung, der Marschall kommt!“ an. Den sowjetischen Siegesorden, ein Orden, welcher während des Zweiten Weltkrieges nur an die obersten Befehlshaber der sowjetischen und ausländischen Streitkräfte verliehen wurde, hat sich Breschnew 1978 ebenfalls geben lassen. 1989 wurde der Orden posthum widerrufen. Breschnew sollte den Rang des Generals der Sowjetunion ebenfalls bekommen, dies wurde aber im Zusammenhang mit seiner Gesundheit abgesagt.
Breschnews Sehnsucht nach Ruhm wurde in seinen Memoiren gezeigt. Als er seinen Dienst im Zweiten Weltkrieg nacherzählte, wurden kleine Scharmützel, wie die bei Noworossijsk, zu großen Schlachten gemacht. Trotz den offensichtlichen Mängeln in seinen Memoiren, bekam das Buch den Lenin-Literaturpreis. Der Personenkult wurde nicht von allen sowjetischen Politikern unterstützt, vor allem der belarussische Politiker Pjotr Mascherow hatte eine komplizierte Beziehung zu Breschnew und seinem inneren Kreis. Obwohl seine Frau der Meinung war, Breschnew halte viel von Mascherow und hoffte, er würde mal ein höheres Amt kriegen, hatten andere wie Wiktor Schewelukha die Meinung, der eitle Breschnew wäre eifersüchtig auf die Volksliebe, welche Mascherow vom B
belarussischen Volk bekam. Mascherow hat immer für sich selber gedacht und hat sich somit von anderen sowjetischen Politikern unterschieden, in dem er der Partei nicht blind folgte. Dies führte zu Konflikten mit Michail Suslow, dem Chefideologen und zweiten Sekretär der KPdSU.

### Gesundheit
Breschnews Personenkult wuchs mit der Verschlechterung seiner Gesundheit. Bis in die 1970er Jahre war er ein starker Raucher und wurde abhängig von Schlafmitteln und Betäubungsmitteln, in Kombination mit einem wachsenden Alkoholproblem. Laut seiner Nichte Ljubow Breschnewa war seine Abhängigkeit eine Nebenwirkung der starken Depressionen, an denen Breschnew litt. Er war gestresst von der Lage in der Sowjetunion, von den Belastungen als Staatsoberhaupt und von einem schweren Familienleben: Fast täglich kam es zu Konflikten mit seiner Frau und Kindern, vor allem mit Galina. Breschnew überlegte oftmals, sich von seiner Frau scheiden zu lassen und seine Kinder zu verleugnen, wurde aber von anderen Familienmitgliedern und dem Politbüro davon abgehalten, da dies zu schlechter Presse geführt hätte.
Ab 1973 verschlechterte sich seine Gesundheit enorm. Im Mai 1973 bei einem Staatsbesuch in Westdeutschland (der damalige Bundeskanzler Willy Brandt und seine Frau empfingen ihn) wurde dies offensichtlich. Er bekam kleine Schlaganfälle und litt unter Schlaflosigkeit. 1975 bekam Breschnew seinen ersten Herzinfarkt. Laut einem amerikanischen Geheimdienstexperten wussten US-Geheimdienste seit Jahren um Breschnews schlechten Gesundheitszustand. Ende 1974 stellten Ärzte bei Breschnew eine beginnende Hirngefäßverkalkung fest. Nachdem Breschnew 1975 einen starken Schlaganfall überlebte, nahm seine intellektuelle Aufnahmefähigkeit stark ab und er musste sich viel mehr auf eine Gruppe Berater verlassen, darunter KGB-Chef Juri Andropow, Außenminister Andrei Gromyko und Verteidigungsminister Andrei Gretschko, der 1976 von Dmitri Ustinow ersetzt wurde.
Nursultan Nasarbajew schrieb in seinen Memoiren von einem Zwischenfall in Almaty, als Breschnew zu Besuch war. Nachdem sich alle hingesetzt hatten, wollte Dinmuchamed Qonajew einen Toast zu Ehren von Breschnew ausrufen. Als alle Gäste ihre Gläser gehoben hatten, verließ Breschnew den Raum. Verwirrt folgte die Führung der Kasachischen SSR Breschnew zu seinem Auto, wo er ohne etwas zu sagen stand. Nasarbajew meinte, es war offensichtlich, dass Breschnew vergessen hatte, was der Anlass des Treffens war. Die Beteiligten versuchten es zu ignorieren.
Breschnew hatte in seinen letzten Jahren zu jeder Zeit Ärzte an seiner Seite. Mehrere Male wurde Breschnew wiederbelebt, weil die meisten leitenden Politiker ihn am Leben halten wollten. Eine größer werdende Minderheit wurde zwar unruhiger mit den politischen Entscheidugen eines instabileren Breschnew, glaubte aber, man könne sich eine Krise durch Breschnews Tod so früh nicht leisten. Zu dieser Zeit wurde im Westen spekuliert, wer sein Nachfolger werden könnte.

#### Tod

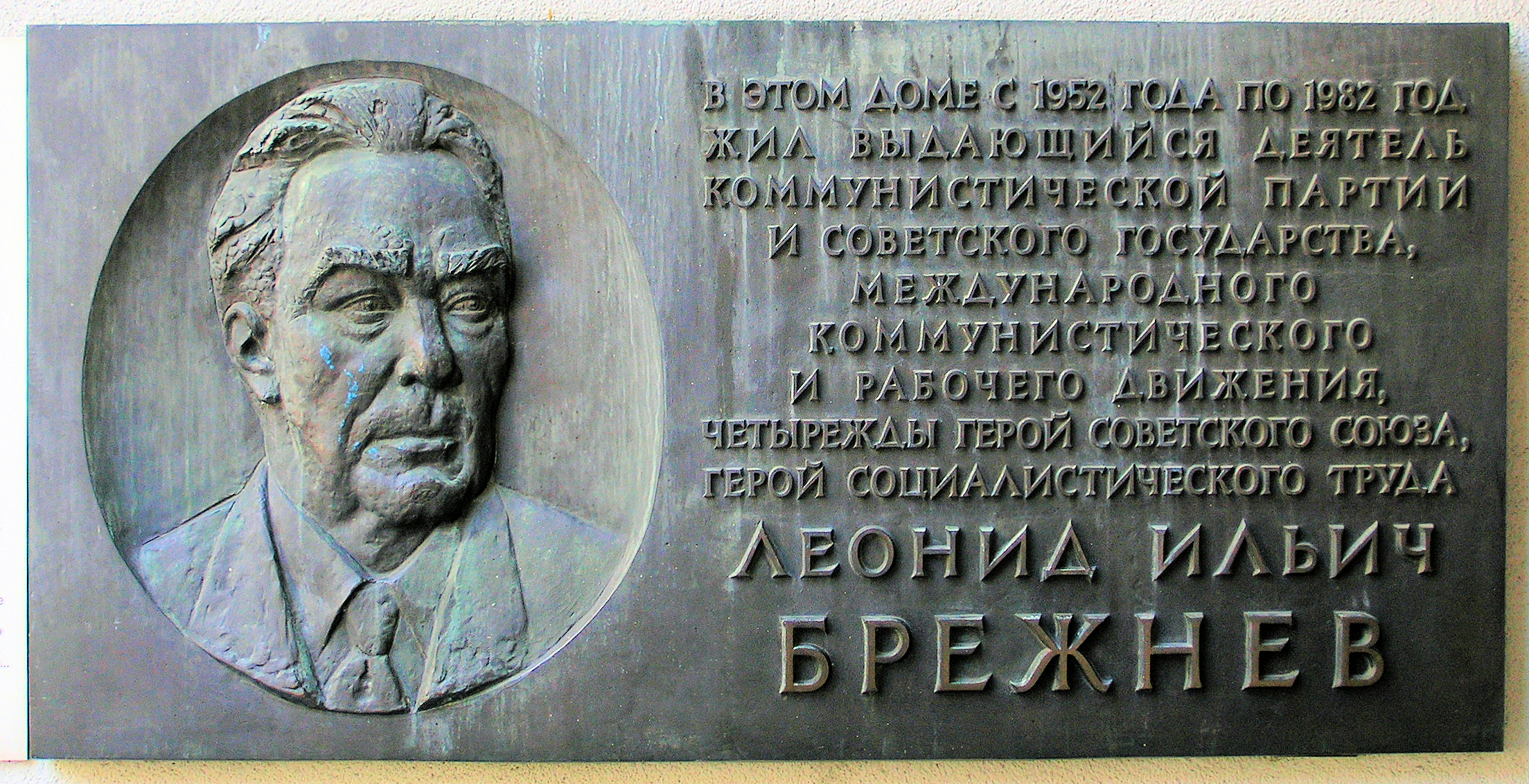
Gedenktafel von Breschnews Moskauer Wohnhaus Kutusow-Prospekt 26, heute zu sehen am Mauermuseum in der Berliner Friedrichstraße.

Im März 1982 erlitt Breschnew eine Gehirnerschütterung und brach sich sein rechtes Schlüsselbein bei einer Fabrikbesichtigung in Taschkent, nachdem ein Baluster unter hoher Gewichtsauslastung auf Breschnew fiel. Westliche Medien berichteten fälschlicherweise, er habe einen Schlaganfall erlitten. Nach einer monatelangen Ruhephase fing Breschnew wieder an zu arbeiten. Sein letzter öffentlicher Auftritt war bei der Parade zum 65. Jahrestag der Oktoberrevolution. Drei Tage später starb Breschnew am Morgen des 10. November 1982 im Schlaf an „plötzlichem Herzstillstand“. Breschnew wurde an der Kremler Nekropole mit einem Staatsbegräbnis beerdigt. Einige Länder wie Kuba, Indien, Afghanistan und andere haben dazu einen nationalen Trauertag erklärt.
Die Stadt Nabereschnyje Tschelny wurde ihm zu Ehren in Breschnew (Брежнев) umbenannt, erhielt aber 1988 ihren ursprünglichen Namen zurück.
An der pompösen Beerdigung nahmen zahlreiche Staatschefs und auch Breschnews Familie teil. Breschnew wurde in seiner Marschalluniform und mit seinen Orden beerdigt.

### Vermächtnis und Persönlichkeit

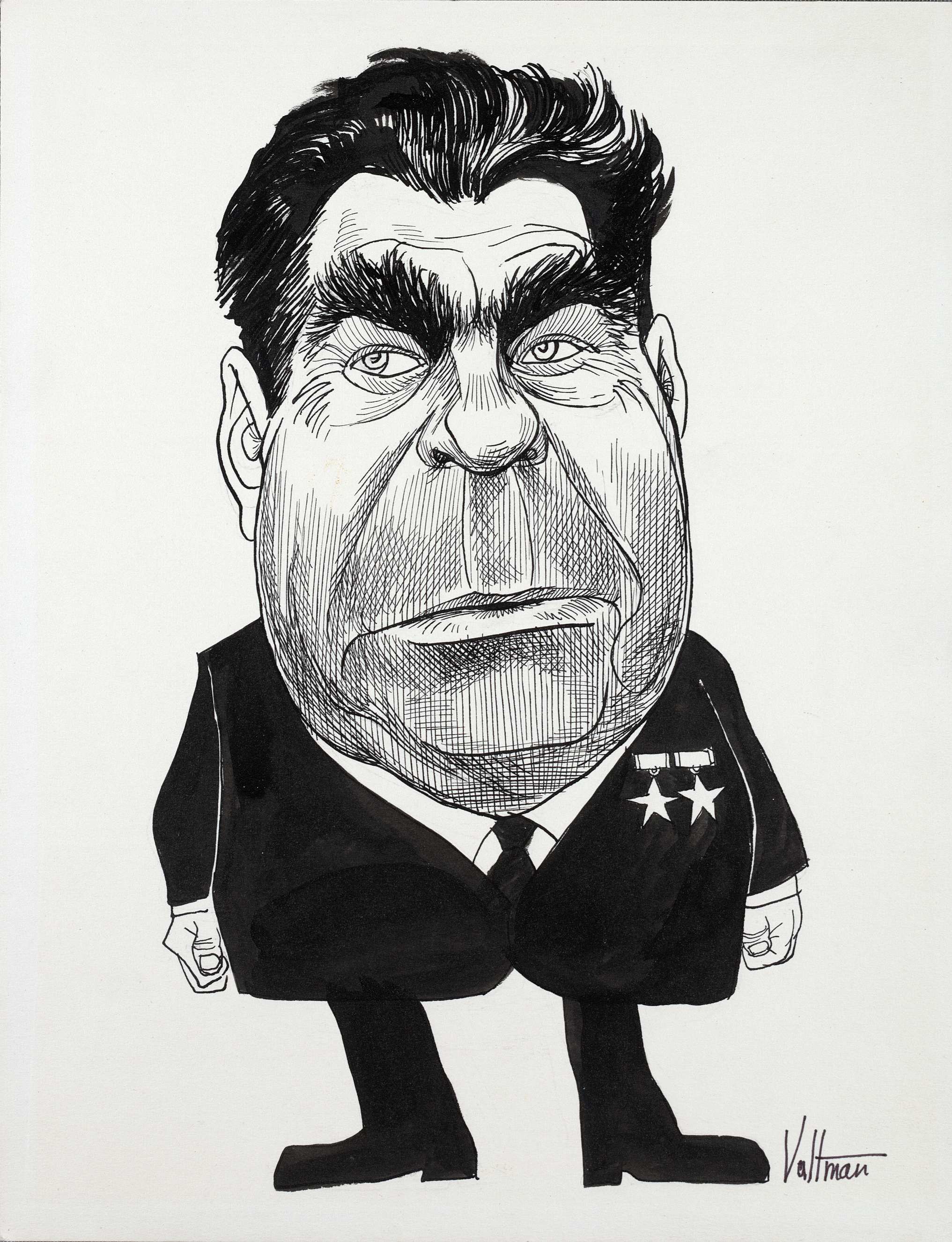
Leonid Breschnew-Karikatur von Edmund S. Valtan

Breschnew führte das Land nach Stalin am längsten von allen Generalsekretären der UdSSR. Von vielen wird Breschnew als Friedensstifter und ordentlicher Staatsmann gesehen. Doch wird er für seine Ära der Stagnation kritisiert, da grundlegende Probleme der Sowjetunion und der wirtschaftlichen Lage auf Grund von politischen und innerparteilichen Gründen ignoriert wurden. Als Gorbatschow im März 1985 an die Macht kam, stieg die Kritik an Breschnew rasant an (was durch Glasnost und Perestroika begünstigt wurde). Er wurde als Neostalinist bezeichnet, welcher das Land absichtlich nicht reformieren oder modernisieren wollte. Die Afghanistan-Invasion ab Dezember 1979 hatte die politische Macht der Sowjetunion geschwächt.

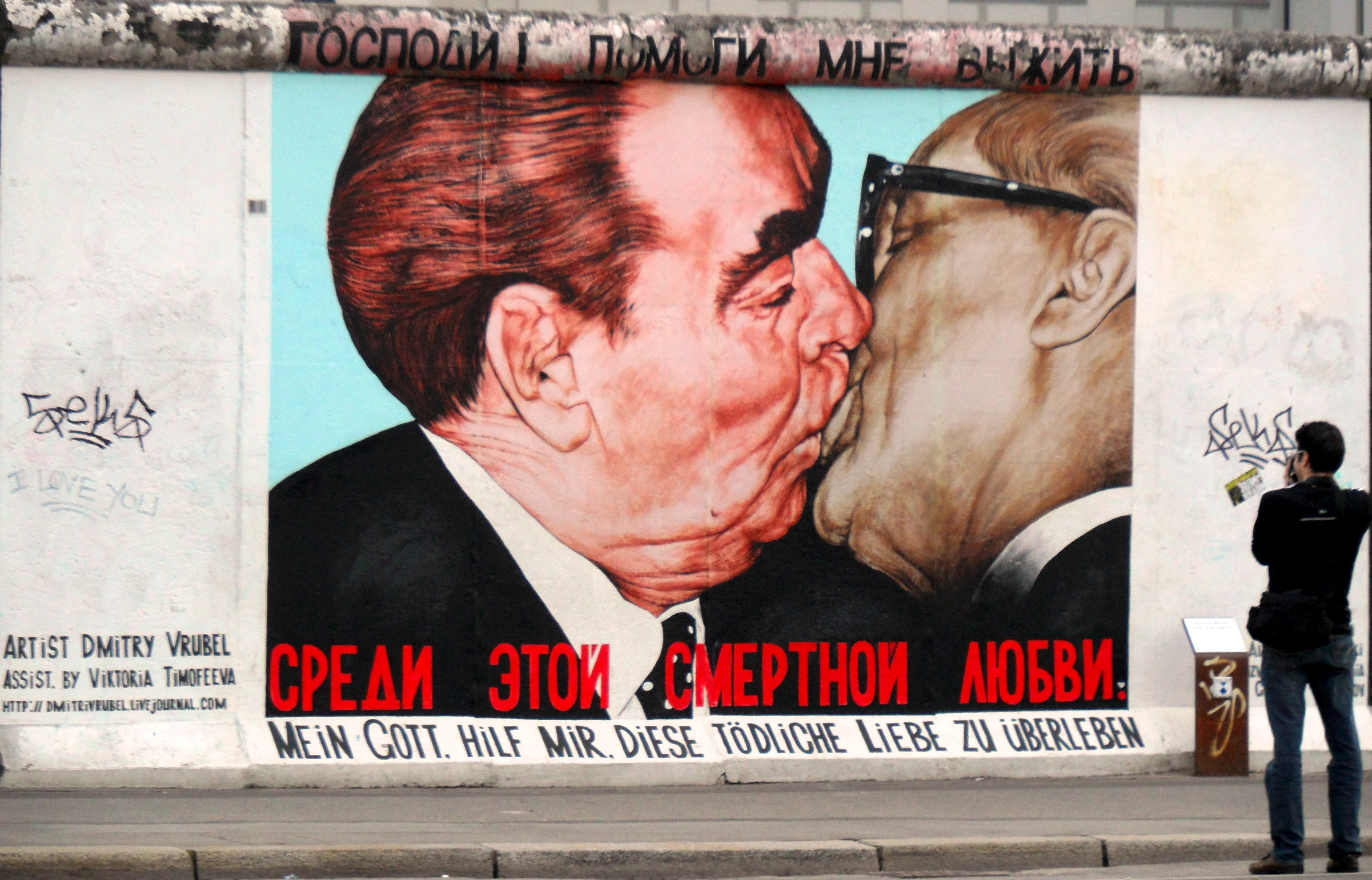
Mein Gott, hilf mir, diese tödliche Liebe zu überleben an der Berliner Mauer, von Dmitri Wladimirowitsch Wrubel, 1990

Im Vergleich zu anderen russischen Staatsoberhäuptern erinnert man sich an Breschnew deutlich besser als an seine Vorgänger. In einer Umfrage im Jahre 1999 wurde er zum besten russischen Führer des 20. Jahrhunderts gewählt.
Breschnews persönlicher und regierender Stil prägten seine Wahrnehmung und sein Vermächtnis. Oftmals als bürokratisch bezeichnet, pflegte Breschnew gute Beziehungen zu seinen Freunden, war eitel für Zeremonien, verweigerte die Kontrolle der Korruption innerhalb der KPdSU, eine Kombination an Fertigkeiten, welche ihm die Machtübernahme ermöglicht haben. Breschnew war nicht immer Anhänger der geteilten Macht; vor allem in der Außenpolitik entschied er oft ohne Konsultation seiner Politbüro-Kollegen. Seine Eitelkeit war Thema vieler Witze im Volk, eine Gefahr, vor welcher Podgnory ihn warnte. Breschnew antwortete ihm: „wenn die sich über mich lustig machen, dann mögen die mich“.
Sein Bruderkuss mit Erich Honecker bekam internationales Ansehen, so weit, dass der Künstler Dmitri Wrubel an der Berliner Mauer das Wandgemälde Mein Gott, hilf mir, diese tödliche Liebe zu überleben erschaffen hatte. Dies war nicht das einzige Mal, dass Breschnew Staatsoberhäupter küsste (siehe sozialistischer Bruderkuss).
Breschnew war außerdem großer Liebhaber von ausländischen Luxusautos. Eines seiner Hobbys war es, von seiner Datscha zum Kreml mit einem seiner geschenkten Auslandautos zu fahren. Als er die USA für ein Gipfeltreffen besuchte, schenkte Richard Nixon ihm einen Lincoln Continental, den Breschnew sofort fahren wollte. Als Nixon ihn darauf hinwies, dass der Secret Service dies nicht gestatten würde, schlug Breschnew vor, seine Flagge vom Auto abzunehmen und mit einer Sonnenbrille zu fahren, um nicht erkannt zu werden, und wie ein Amerikaner zu fahren, woraufhin Außenminister Henry Kissinger sagte: „Ich bin mit Ihnen mitgefahren und ich denke, dass sie nicht wie ein Amerikaner fahren!“.

### Familie
Breschnew lernte 1925 Viktoria Petrowna Denisova (1908–1995) kennen und heiratete sie 1928. Das Paar hatte eine Tochter Galina (1928–1998), die unter anderem mit dem Generalleutnant Juri Tschurbanow – 1982 Erster Stellvertretender Innenminister – verheiratet war, und einen Sohn Juri (1933–2013). Breschnews Nichte, Ljubow Breschnewa, veröffentlichte 1995 ein Memoir, in welcher sie aussagte, dass Breschnew seiner Familie Privilegien wie Termine, Wohnungen, Luxusläden, medizinische Versorgung und Immunität von Bestrafungen verschafft hatte.

## Werke Breschnews
- Auf dem Wege Lenins. Reden und Aufsätze. (neun Bände) Dietz Verlag, Berlin (DDR) 1971–1984.
- Über die Politik der Sowjetunion und die internationale Lage. Reden und Schriften. Pahl-Rugenstein, Köln 1973, ISBN 3-7609-0092-5.
- Die KPdSU im Kampf für die Einheit aller revolutionären und friedliebenden Kräfte. Verlag Marxistische Blätter, Frankfurt am Main 1973, ISBN 3-88012-191-5.
- Fragen der Agrarpolitik der KPdSU und die Erschließung der Neulandgebiete Kasachstans. Ausgewählte Reden. Dietz Verlag, Berlin (DDR) 1975.
- Das kleine Land. Erinnerungen. Dietz Verlag, Berlin (DDR), 1978.
- Wiedergeburt. Erinnerungen. Dietz Verlag, Berlin (DDR) 1978.
- Neuland. Erinnerungen. Dietz Verlag, Berlin (DDR) 1979.
- Die sowjetischen Gewerkschaften unter den Bedingungen des entwickelten Sozialismus. Verlag Tribüne, Berlin 1979.
- Für Frieden, Entspannung, Abrüstung. Aus Reden und Interviews 1971–Februar 1980. Verlag Marxistische Blätter, Frankfurt am Main 1980, ISBN 3-88012-606-2.
- Für gute Nachbarschaft und Zusammenarbeit zwischen der Sowjetunion und der Bundesrepublik Deutschland. Pahl-Rugenstein, Köln 1981, ISBN 3-7609-0670-2.
- Erinnerungen. Heimatliebe/Leben nach der Werksirene. Dietz Verlag, Berlin 1982.